# Farampator
Farampator (CX-691, Org 24448) je ampakinski lek koji je razvila kompanija Korteks Farmaceutikals. Organon BioSciences je posedovao licencu za komercijalni razvoj. Nakon kupovine Oranona 2007, Šering-Plou je nastavio razvoj.
Farampator je istražen zbog njegovog dejstva na AMPA receptore za potencijalnu primenu u lečenju šizofrenije i Alchajmerove bolesti. Utvrđeno je da poboljšava kratkotrajnu memoriju, ali da oštećuje epizodnu memoriju. Nuspojave farampatora su glavobolja, pospanost i mučnina. Pacijenti sa nuspojavama su imali znatno više nivoe farampatora u plazmi. Dodatna analize su pokazale da je farampator kod grupe bez nuspojava proizveo znatno poboljšanje memorije.

## Spoljašnje veze
|  | Molimo Vas, obratite pažnju na važno upozorenje u vezi sa temama iz oblasti medicine (zdravlja). |